# .co
.co es el dominio de nivel superior en Internet (ccTLD) asignado a Colombia, de acuerdo a la norma ISO3166 que establece los códigos de país, empleados para los servicios postales y posteriormente adoptados para los dominios de alto nivel de país usados en Internet. Es administrado por el Ministerio de Tecnologías de la Información y Comunicaciones de Colombia (MinTIC) y operado por CO Internet S.A.S., empresa subsidiaria de GoDaddy Registry, proveedor global de registros de DNS para dominios de nivel superior.
.CO Internet S.A.S. fue seleccionado Operador de Registro  del TLD .CO por el MinTIC mediante el Proceso de Licitación Pública No. MTIC-LP-01-2019, firmando contrato de operación (Contrato 016-2020) por el periodo de 60 meses desde el 22 de mayo de 2020. Luego de un periodo de transición, el contrato 016-2020 empieza su etapa de operación el 5 de octubre de 2020. 
A través de un proceso público que tuvo lugar a comienzos del año 2009, el contrato de concesión comenzó el 3 de septiembre de 2009  por un término de diez años. La aprobación de la re-delegación del .CO fue recibida el 9 de diciembre de 2009 por parte del ICANN y el 23 de diciembre del mismo año, se obtuvo la confirmación de la solicitud por parte del departamento de comercio de los Estados Unidos. Anteriormente los dominios .CO fueron administrados por la Universidad de los Andes (1991-2009) y por el Concesionario .CO Internet SAS (2009-2020). Por medio de la Ley 1978 de 2019, se estableció que el Ministerio de Tecnologías de la Información y las comunicaciones debía asumir el rol de administrador del dominio .CO frente asumiendo y/ o compartiendo algunas de las tareas que eran exclusivas del operador del Contrato de concesión 0019 de 2009.
De acuerdo a las directrices de ICANN, se definen dos tipos de contactos o responsables que serán las personas o roles encargados de atender requerimientos de las entidades de gobernanza de internet o atender las peticiones o requerimientos de la comunidad. Estos son:
Contacto Administrativo: Para el ccTLD .co y de acuerdo a la legislación aplicable, este rol debe estar en cabeza del Ministerio de las TIC o su delegado. Su responsabilidad es administrar el dominio .co, representar al país ante los diferentes organismos de gobernanza bajo el modelo de múltiples partes interesadas. Debe liderar la definición de políticas y regulación del dominio, atender y resolver las cuestiones relacionadas con el contrato de operación, el abuso de dominio, la resolución de disputas entre otras.  
Contacto técnico: Es el responsable por los temas técnicos operativos, tales como la actualización de llaves de seguridad para firmar la zona, la seguridad, los procedimientos de seguridad asociados al abuso de dominio. Debido a que la operación del ccTLD .co está tercerizada, este rol se asocia al experto técnico del Operador de Registro contratado en la actualidad.

## Historia
1988: Creación de la Red RDUA de la Universidad de los Andes la cual conecta a los edificios de ingeniería y el centro de cómputo de la misma.
1990: dado el eficiente funcionamiento de la red RDUA, se implementó la red de Macs Local Talk, la cual permitió llegar a todos los edificios de la Universidad y a todos los computadores Macintosh. Igualmente, se montó una red experimental Token Ring para iniciar el proceso de interconexión de los PC de la Universidad. En este mismo año, Uniandes se conecta a la red COLDAPAQ de TELECOM, y se implementa la conexión de la red de Uniandes a la BLAA (Biblioteca Luis Ángel Arango) del Banco de la República.
1991: La Universidad de Columbia anuncia que a partir de 1992 dejará de soportar BITNET. Este cambio de protocolo genera que las direcciones IP que utiliza Uniandes 128.xxx.x.x y que pertenecen a la Universidad de Columbia, sean liberadas. En este momento Uniandes era administrador de BINET, por lo cual se concertó solicitar a INTERNIC la delegación de la administración del Dominio .CO a la Universidad de los Andes.  
1992: En la Reunión de Río de Janeiro surgió la idea de crear el backbone Colombiano de Internet, las universidades que manifestaron interés fueron: Universidad de los Andes, Universidad Nacional, Universidad EAFIT en Medellín y la Universidad del Valle en Cali. Sin embargo, teniendo en cuenta el desconocimiento de internet en el país, no hubo interés por parte de las instituciones gubernamentales en participar en este proyecto razón por la cual las universidades empezaron a realizar trabajos independientes. En el mes de diciembre las universidades aúnan sus esfuerzos con el Instituto Colombiano para la evaluación de la educación ICFES y presentan un proyecto para el desarrollo del internet en el país a COLCIENCIAS quien asume la inversión inicial de este proyecto y a raíz de este proceso se crea la Corporación InterRed
1994: El 4 de junio de 1994, se logra la conexión del país a Internet
2001: el Consejo de Estado, emitió un concepto sobre el reconocimiento del dominio .CO como recurso de interés público y las disposiciones de uso del activo con su respectiva administración
2006: se expide la Ley 1065 de 2006, en su artículo 1 definió la administración del registro de nombres de dominio .CO como una actividad a cargo del Estado por medio del Ministerio de Comunicaciones
2009: Sanción de Ley 1341 de 2009, atribuyéndole al MinTIC (Ex Ministerio de Comunicaciones) la función de fijar las políticas de administración, mantenimiento y desarrollo del dominio .CO. Igualmente se suscribió el Contrato de concesión 0019 de 2009 entre el Ministerio de Comunicaciones y .CO Internet S.A.S para la promoción, administración, operación técnica y mantenimiento del dominio e internet bajo el código del país.
2010: .CO Internet SAS logró en diciembre de 2010, ser la sede del evento más importante de la comunidad de Internet, la XXXIX reunión del ICANN. realizada en Cartagena de Indias, con la participación de más de 1000 personas de aproximadamente 100 países. Al evento se le dio inicio con la intervención del Presidente colombiano Juan Manuel Santos, el ministro de Comunicaciones Diego Molano, el gerente de la junta directiva de ICANN Peter Dengate Thrush, el directo ejecutivo de ICANN Rod Beckstrom, y Juan Diego Calle, Gerente General de .CO Internet SAS. Durante sus comentarios, Calle calificó la reunión como un momento histórico para Colombia en temas de Internet.
2019: La Ley 1341 de 2009 fue modificada por la Ley 1978 de 2019, estableciendo como función del Ministerio "fijar las políticas de administración, mantenimiento y desarrollo del dominio por lo que la entidad asumió el rol de "manager" del dominio .CO frente a ICANN
Actualidad: En la actualidad, bajo la Resolución 161 de 2020 se modificaron las Resoluciones 284 y 1652 de 2008, en la cual se establece la política de administración del dominio de internet de Colombia (ccTLD.co) y se dictan otras disposiciones.
Igualmente, a través del tiempo el ccTLD.CO ha evolucionado a nivel normativo de la siguiente forma: 
| EVOLUCIÓN NORMOGRAMA DOMINIO .CO | EVOLUCIÓN NORMOGRAMA DOMINIO .CO          | EVOLUCIÓN NORMOGRAMA DOMINIO .CO | EVOLUCIÓN NORMOGRAMA DOMINIO .CO |
| TIPO DE NORMA                    | NOMBRE                                    | AÑO                              | DISPOSICIONES |
| -------------------------------- | ----------------------------------------- | -------------------------------- | --- |
| RESOLUCIÓN                       | RESOLUCIÓN 161 de 2020 de MINTIC          | 2020                             | Por la cual se modifican las resoluciones 284 y 1652 de 2008, se establece la política de administración del dominio de internet de Colombia (cctld .co) y se dictan otras disposiciones |
| RESOLUCIÓN                       | Resolución 3278 de 2018 mtic              | 2018                             | Por la cual se regula el comité asesor en materia de cctld.co y se derogan las resoluciones no. 1250 de 2008, 2387 de 2013 y el artículo 1.º de la resolución n.º 147 de 2011, y se dictan otras disposiciones                                                                                |
| RESOLUCIÓN                       | Resolución 2387 de 2013 mtic              | 2013                             | Derogado - por la cual se modifican las resoluciones 1250 de 2008, "por la cual se crea un comité en materia de política del cctld .co" y 147 de 2011 |
| RESOLUCIÓN                       | Resolución 147 de 2011                    | 2011                             | Por la cual se modifica las resoluciones 1250 de 2008, "por la cual se crea un comité en materia de política del cctld .co" y 1652 de 2008, "por medio de la cual se regula la administración del cctld .co y se establece la política de delegación de nombres de dominio bajo el cctld .co" |
| RESOLUCIÓN                       | Resolución 2715 de 2011                   | 2011                             | por la cual se modifica la resolución 1652 de 2008, "por medio de la cual se regula la administración del cctld.co y se establece la política de delegación de nombres de dominio bajo el cctld.co" y la resolución 147 de 2011                                                               |
| LEY                              | ley 1341 de 2009                          | 2009                             | Por la cual se definen principios y conceptos sobre la sociedad de la información y la organización de las tecnologías de la información y las comunicaciones -tic-, se crea la agencia nacional de espectro y se dictan otras disposiciones; arts. 1.º, 2.º, 16, 18 num. 20                  |
| RESOLUCIÓN                       | Resolución 1652 de 2008 mcom              | 2008                             | Por medio de la cual se regula la administración del cctld .co y se establece la política de delegación de nombres de dominio bajo el cctld .co |
| RESOLUCIÓN                       | Resolución 284 de 2008 mcom               | 2008                             | Por la cual adopta el modelo operativo para la administración del dominio.co |
| RESOLUCIÓN                       | Resolución mincomunicaciones 999 de 2007  | 2007                             | Derogado - por la cual se crea un comité de apoyo para la implementación de la administración del dominio.co por el ministerio de comunicaciones |
| LEY                              | LEY 1065 DE 2006                          | 2006                             | Por la cual se define la administración de registros de nombres de dominio .co y se dictan otras disposiciones; Art. 2.º |
| RESOLUCIÓN                       | Resolución mincomunicaciones 1455 de 2003 | 2003                             | Derogado - por medio de la cual se regula la administración de registros del dominio .co |
| RESOLUCIÓN                       | Resolución mincomunicaciones 20 de 2003   | 2003                             | Derogado - por medio de la cual se establece el procedimiento a seguir por el ministerio de comunicaciones para la fijación de las condiciones de administración del dominio .co |

## Mercadeo
El operador de registro .CO Internet S.A.S se ha caracterizado por desarrollar una labor comercial a nivel global, aprovechando que la extensión .CO sirve como un acrónimo de varias palabras - y en varios idiomas. Este uso ha convertido al dominio .CO en un producto colombiano de exportación y actualmente es utilizado en más de 200 países. La estrategia de comercialización ha sido posible gracias al cambio de modelo administrativo del dominio, lo cual ha llevado a un fuerte vínculo con Go Daddy y varios otros importantes registradores de dominios a nivel mundial. Igualmente se han promovido diferentes campañas de comercialización enfocadas a promover casos de éxito, tal y como la promoción de las mujeres emprendedoras que le han apostado a la digitalización de sus proyectos

## Dominios disponibles y usos
| Dominio | Uso                                             |
| ------- | ----------------------------------------------- |
| .CO     | Intereses en Colombia o globales en la Internet |
| .COM.CO | Intereses o relaciones con Colombia             |
| .EDU.CO | Instituciones educativas                        |
| .GOV.CO | Agencias gubernamentales                        |
| NET.CO  | Proveedores de Servicios de Internet            |
| MIL.CO  | Agencias militares                              |
| .NOM.CO | Personas naturales                              |

## Registro dominios .CO
Desde el 20 de julio de 2010 es posible registrar un dominio .CO en Internet y por intermedio de cualquiera de los registradores autorizados. Para los dominios .CO, .COM.CO, .NET.CO y .NOM.CO no hay ningún requisito. Los dominios terminados en .GOV.CO, .EDU.CO, .MIL.CO y .ORG.CO se determinan de uso restringido, deben ser registrados directamente con el Operador de Registro .CO Internet S.A.S y para registrarlos hay que cumplir con algunos requisitos.
Dado que la lista de registradores autorizados cambia constantemente, se sugiere revisar el siguiente enlace para tener la información más reciente sobre los registradores: https://www.cointernet.com.co/registradores-acreditados